# Побег (телесериал, 2005)
«Побег» (англ. Prison Break) — американский драматический телесериал, созданный Полом Шойрингом на студии «Fox Broadcasting Company». Всего было выпущено 4 сезона сериала с 2005 по 2009 годы. Сериал закончился двухчасовым финалом, вышедшим на экраны 16 мая 2009 года. В 2017 году телеканал Fox выпустил пятый сезон сериала. Премьера пятого сезона состоялась 4 апреля 2017 года на телеканале Fox в 19:00 (в России — 5 апреля 2017 года).
Сериал был создан студией «Adelstein-Parouse Productions» совместно с «Original Television» и «20th Century Fox Television». Помимо Шеринга, исполнительными продюсерами выступали Мэтт Олмстед, Кевин Хукс, Марти Адельштейн, Доун Пэроус, Нил Мориц и Бретт Ратнер, который выступил в качестве режиссёра пилотной серии. Для «Побега» композитором Рамином Джавади была создана особая атмосферная музыка, ставшая одной из визитных карточек проекта. Сам Джавади за эту работу был номинирован на премию «Эмми» в 2006 году.
Сюжет «Побега» сосредоточен вокруг двух братьев, один из которых — Линкольн Барроуз, — был приговорён к смертной казни за деяние, которого он не совершал, а второй, Майкл Скофилд, старается спасти своего старшего брата. Для этого Скофилд, носящий фамилию матери, совершает фиктивное ограбление банка с применением оружия и садится в тюрьму Фокс Ривер, в которой и дожидается исполнения приговора Барроуз. Скофилд, при помощи многочисленных хитроумных комбинаций и интриг сумел организовать побег из тюрьмы в финале первого сезона. В дальнейшем действие сюжета перемещается из штата Иллинойс в другие штаты США и даже в Панаму, в которой часть беглецов во главе со Скофилдом в третьем сезоне вновь организовывает побег из тюрьмы Сона. Действия пятого сезона, в основном, разворачиваются в тюрьме Огигия (Сана, Йемен).
Выпуск сериала изначально планировался на 2003 год, однако Fox отложил реализацию проекта. По мере роста популярности сериалов «Остаться в живых» и «24 часа», руководство «Fox» вернулось к идее съёмки «Побега» в 2004 году. Первый сезон получил очень положительную критику и высокие оценки. Хотя изначально планировалось выпустить лишь 13 эпизодов в дебютном сезоне, было снято ещё девять серий из-за высокой популярности сериала. «Побег» был номинирован и победил во множестве наград, в частности, в 2006 году сериал первенствовал в категории «Любимая новая телевизионная драма» премии «Выбор народа». Сезоны 1-4 вышли на DVD, а первый и третий сезоны — и на Blu-ray дисках. Сериал транслировался во многих странах мира, включая Россию. Впервые российские зрители увидели «Побег» на канале РЕН ТВ в 2006 году.
Успех сериала породил множество франшиз и мерчандайзинговых явлений — производились съёмки коротких видео для мобильных телефонов, выпускалась печатная продукция в виде официального журнала и романа по сюжету сериала, была создана компьютерная игра по сюжету «Побега». Спин-офф мини-сериал «Prison Break: Proof of Innocence» был создан специально для скачивания для мобильных телефонов. После продолжительного перерыва, последний сезон вернулся в эфир 17 апреля 2009 года для трансляции финальных шести эпизодов — серии выходили в новое время. Последние два эпизода четвёртого сезона — «The Old Ball & Chain» и «Free» — были объединены в полнометражный фильм, получивший название «The Final Break», события которого разворачиваются незадолго до последних сцен основной концовки сериала. «The Final Break» был выпущен на DVD и Blu-ray 21 июля 2009 года. В 2015 году телеканал Fox анонсировал выпуск пятого сезона сериала, состоящий из девяти эпизодов. В 2017 году был показан пятый сезон телесериала, в России транслировался телеканалом FOX.
В середине декабря Доминик Перселл в своём инстаграме объявил, что компания Fox уже работает над созданием шестого сезона сериала. В августе 2019 года Fox подтвердила, что новый сезон «Побега» больше не разрабатывается.

## Сюжет
| Сезон | Сезон | Эпизоды | Оригинальная дата показа | Оригинальная дата показа |
| Сезон | Сезон | Эпизоды | Премьера сезона          | Финал сезона             |
| ----- | ----- | ------- | ------------------------ | ------------------------ |
|       | 1     | 22      | 29 августа 2005          | 15 мая 2006              |
|       | 2     | 22      | 21 августа 2006          | 2 апреля 2007            |
|       | 3     | 13      | 17 сентября 2007         | 18 февраля 2008          |
|       | 4     | 24      | 1 сентября 2008          | 15 мая 2009              |
|       | 5     | 9       | 4 апреля 2017            | 30 мая 2017              |

### Сезон 1 (2005—2006)
Это история о двух братьях. Старший — Линкольн Барроуз, парень неблагополучный, находится под стражей в тюрьме строгого режима «Фокс Ривер» в ожидании смертной казни за убийство брата вице-президента, которое он не совершал. Его брат Майкл Скофилд решает спасти брата и устроить побег из тюрьмы. Для реализации плана Майкл устраивает фальшивое ограбление банка, отказывается от услуг адвоката и садится в ту же тюрьму, где ждёт казни его брат. В своё время он работал в фирме, которая занималась реконструкцией объекта «Фокс Ривер» и знает немало интересных особенностей всех помещений. Вся необходимая информация всегда находится при Майкле, поскольку перед отправкой на тюремные нары он сделал себе татуировку с планом тюрьмы.
В то время, как Майкл работает над выполнением плана в тюрьме, знакомясь с местными авторитетами и готовя побег века, подруга детства братьев — адвокат Вероника Донован занимается собственным расследованием убийства брата вице-президента. Она пытается выяснить, кто же подставил Линкольна и кто стоит за чередой убийств, связанных с этим делом.

### Сезон 2 (2006—2007)
Второй сезон начинается с побега восьми заключённых из тюрьмы «Фокс Ривер». После побега беглецы разделяются для реализации своих планов. Брэда Беллика (Уэйд Уильямс) увольняют из тюрьмы, где он довольно долго работал главным надзирателем, после чего он решает подключиться к розыскам беглецов за обещанное за их поимку вознаграждение. Федеральный агент Александр Махоун (Уильям Фихтнер) возглавляет группу поимки беглецов, но впоследствии выясняется, что его завербовала «компания» для уничтожения всех сбежавших из тюрьмы. Агент секретной службы Пол Келлерман (Пол Адельштейн) работавший на «компанию» отстранён от дел, и решает в отместку присоединиться к сбежавшим братьям. Позднее он реабилитирует Сару Танкреди и Линкольна Барроуза. Братья смогли уплыть в Панаму, куда за ними отправился Махоун и Беллик. Майкл подставляет Махоуна, но и сам попадается в руки Панамской полиции, после чего его самого, Махоуна, Беллика и Багвела сажают в местную тюрьму именуемую — «Сона».

### Сезон 3 (2007—2008)
Премьера третьего сезона сериала состоялась 17 сентября 2007 года. Первые 17 минут премьерной серии были показаны на официальном сайте сериала 24 августа 2007 года. Изначально сезон должен был состоять из 22 серий, но из-за зимней забастовки сценаристов, продлившейся 100 дней, было снято лишь 13 серий. Сюжет продолжает финал второго сезона в Панаме. Хотя Линкольна оправдали, Майкл был заключён в федеральную тюрьму «Сона» лицом к лицу с убийцами. Махоуна, Багвелла и Беллика также заключили в Сону за различные преступления. «Компания» взяла в заложники Сару и Линкольна-младшего и отпустит их, если Линкольн и Майкл помогут бежать заключённому.
Люди, которые захватили в плен подругу Скофилда Сару Танкреди, подстраивают её убийство и угрожают убить сына Линкольна Эл-Джея. Братьям необходимо выполнить условия правительственных вымогателей и вывести из «Соны» загадочную личность — Джеймса Уистлера.

### Сезон 4 (2008—2009)
Премьера 4 сезона состоялась 1 сентября 2008 года. Как и обещали продюсеры, Сара Танкреди, которая, как полагали, была убита в третьем сезоне, вернулась в сериал. В новом сезоне также появились новые герои, в их числе агент департамента внутренней безопасности США Дон Селф (Майкл Рапапорт), объединившийся с Майклом и Линкольном в борьбе против «Компании», который пообещал, что даст им свободу в обмен на «Сциллу».

### Сезон 5 (2017)
Премьера пятого сезона состоялась 4 апреля 2017 года. Большинство актёрской группы вернулось в сериал после длительного перерыва. Действие происходит в Йеменской тюрьме Огигия, где Майкл отбывает наказание под псевдонимом Каниэль Аутис.

## В ролях
= Главная роль в сезоне
     = Второстепенная роль в сезоне
     = Гостевая роль в сезоне
     = Заменяющий актёр
     = Не появляется

### Главные роли
| Актёр            | Персонаж                           | Появление в сезонах | Появление в сезонах | Появление в сезонах | Появление в сезонах | Появление в сезонах | Появление в сезонах | Появление в сезонах |
| Актёр            | Персонаж                           | 1                   | 2                   | 3                   | 4                   | 5                   | Эпизоды             |                     |
| ---------------- | ---------------------------------- | ------------------- | ------------------- | ------------------- | ------------------- | ------------------- | ------------------- | ------------------- |
| Доминик Перселл  | Линкольн Барроуз «Линк»            | 22                  | 22                  | 13                  | 24                  | 9                   | 90                  |                     |
| Уэнтуорт Миллер  | Майкл Скофилд «Малёк»              | 22                  | 22                  | 13                  | 24                  | 9                   | 90                  |                     |
| Робин Танни      | Вероника Донован                   | 22                  | 1                   |                     |                     |                     | 23                  |                     |
| Петер Стормаре   | Джон Абруцци                       | 17                  | 4                   |                     |                     |                     | 21                  |                     |
| Амори Ноласко    | Фернандо Сукре                     | 22                  | 18                  | 12                  | 19                  | 3                   | 74                  |                     |
| Маршалл Оллман   | Эл Джей Барроуз                    | 11                  | 7                   | 7                   | 1                   |                     | 26                  |                     |
| Уэйд Уильямс     | Брэд Беллик                        | 22                  | 18                  | 13                  | 10                  |                     | 63                  |                     |
| Пол Адельштейн   | Пол Келлерман                      | 19                  | 20                  |                     | 2                   | 2                   | 42                  |                     |
| Роберт Неппер    | Теодор Бэгвелл «Ти-Бэг»            | 19                  | 19                  | 13                  | 24                  | 6                   | 81                  |                     |
| Сара Уэйн Кэллис | Сара Танкреди                      | 22                  | 20                  | 1                   | 24                  | 6                   | 73                  |                     |
| Рокмонд Данбар   | Бенджамин Майлз Франклин «Си-Ноут» | 16                  | 19                  |                     | 2                   | 6                   | 43                  |                     |
| Уильям Фихтнер   | Александр Махоун                   |                     | 22                  | 13                  | 24                  |                     | 59                  |                     |
| Крис Вэнс        | Джеймс Уислер                      |                     |                     | 13                  | 1                   |                     | 14                  |                     |
| Роберт Уиздом    | Норман Сент-Джон «Лечеро»          |                     |                     | 13                  |                     |                     | 13                  |                     |
| Денай Гарсиа     | София Луго                         |                     |                     | 13                  | 2                   |                     | 15                  |                     |
| Джоди Лин О’Киф  | Гретхэн Морган                     |                     |                     | 13                  | 17                  |                     | 30                  |                     |
| Майкл Рапапорт   | Дональд Селф                       |                     |                     |                     | 22                  |                     | 22                  |                     |
| Марк Фойерстин   | Джейкоб Антон Несс «Посейдон»      |                     |                     |                     |                     | 8                   | 8                   |                     |
| Инбар Лави       | Шеба                               |                     |                     |                     |                     | 8                   | 8                   |                     |
| Август Прю       | Дэвид Мартин «Кнут»                |                     |                     |                     |                     | 8                   | 8                   |                     |
| Всего эпизодов   | Всего эпизодов                     | 22                  | 22                  | 13                  | 24                  | 9                   | 90                  |                     |

## История создания

### Концепция
Идея сериала — герой специально попадает в тюрьму, чтобы спасти своего брата — была предложена Полом Шёрингом продюсеру Дону Пароузу, который хотел снять экшен-шоу. Хотя идея нравилась Шёрингу, у него было много сомнений — как превратить сериал, действие которого происходило в замкнутом пространстве — в увлекательное зрелище в формате многосерийного фильма. Шёринг начал развивать дальнейший сюжет сериала и работать над персонажами. В 2003 году он предложил идею каналу «Fox Broadcasting Company», но боссы студии отвергли его идею так как, по их мнению, данная концепция больше подходила фильму, нежели телесериалу. Идея привлекла внимание Стивена Спилберга, и возник вариант с мини-сериалом, состоящим из 14 эпизодов. Но тогда Спилберг был занят на съёмках «Войны миров» и выбыл из проекта. Впечатлённые успехом таких шоу, как «Остаться в живых» и «24 часа», канал «Fox» вернулся к задумке в 2004 году, а пилот был отснят год спустя после того, как был написан Шёрингом.

### Локации
Основные съёмки первых трёх сезонов проходили в окрестностях Голливуда. Первый сезон, большей частью снимался на натуре и рядом с Чикаго. После закрытия тюрьмы «Joliet» её использовали в качестве основной локации для «Фокс Ривер», когда начались съёмки сериала в 2005 году — там были отсняты сцены в камере Линкольна и на тюремном дворе. «Joliet Correctional Center» или просто тюрьма «Joliet» работала с 1858 по 2002 год и представляет собой тюрьму первого уровня, то есть максимально охраняемую тюрьму. Камера Линкольна — та, где содержался серийный убийца Джон Уэйн Гэйси; во время съёмок сериала некоторые члены съёмочной группы отказывались входить внутрь, потому что верили, что там обитает его призрак. Также были построены декорации, скопированные с реальных камер и тюремных блоков, но отличающиеся от них — к примеру, в настоящей тюрьме существует два блока, а не три. К тому, же для съёмок помещения были увеличены для удобства членов группы и размещения камер и другой аппаратуры. Сцены на натуре снимались в Чикаго и Вудстоке в Иллинойсе, а также в международном аэропорту «O’Hare» в Чикаго, а также в Онтарио в Канаде. Уплачивая налог, авторы платили правительству штата по 2 миллиона долларов за эпизод — таким образом, авторы отдали штату 24 миллиона долларов в одном 2005 году.
Съёмки второго сезона начались 15 июня 2006 года в Далласе, штат Техас в загородных и городских условиях. Съёмки также проходили в техасских городах Литтл-Элм, Декейтер и Минерал-Уэллс в 30 минутах езды от Далласа — в сериале они изображали различные города по всей Америке. За съёмки второго сезона на территории Техаса авторы отдали штату 50 миллионов долларов. Съёмки последних трёх эпизодов второго сезона проходили в Пенсаколе, штат Флорида — город сыграл Панаму. На съёмки каждого эпизода уходило около 8 дней и 1,4 миллиона долларов бюджета.
Съёмки третьего сезона вновь проходили в Далласе, эпизод стоил 3 миллиона долларов. Часть сцен с участием Линкольна и Гретхен снималась в квартале Каско-Виахе в Панама-Сити. Основные съёмки четвёртого сезона проходили в Лос-Анджелесе в Калифорнии.

### Кастинг
Доминик Перселл получил роль за три дня до начала съёмок и стал последним актёром первоначального состава, попавшего в шоу. Перселл пробовался на роль Линкольна Барроуза, пока снимался в роли Томми Раветто в сериале «Северный берег». После работы над сериалом «Джон До», у актёра и представителя канала «Fox» остались хорошие впечатления о работе друг с другом, и ему послали сценарий пилота. Однако первое впечатление Шёринга о Пёрселе оказалось неожиданным — автор посчитал, что загорелый и длиноволосый красавец Доминик не самая подходящая кандидатура на роль Линкольна. Как бы там ни было, в первый съёмочный день актёр прибыл на площадку побритым налысо, убедив создателей, что они не прогадали, взяв его на роль — сходство Пёрсела и Миллера было поразительным.
За неделю до начала съёмок, Уэнтворт Миллер прошёл пробы на роль младшего брата Линкольна, Майкла Скофилда — Шёринг был впечатлён и отдал роль Миллеру в тот же день. По словам Шёринга, «многие актёры, приходившие на пробы, пытались казаться загадочными, но выглядели при этом неубедительно, фальшиво, а в Миллере этого не было». Миллер приступил к съёмкам спустя всего неделю после того, как его утвердили на роль.
Роль тюремного врача Сары Танкреди сыграла Сара Уэйн Кэллис, которая покинула сериал из-за разногласий с продюсерами после второго сезона, попросила своих поклонников не бойкотировать просмотр третьего сезона. Поклонники, в свою очередь, сделали сотни оригами-журавликов, надеясь, что они помогут вернуть актрису — неизвестно, что именно сыграло свою роль, но Кэллис действительно вернулась в четвёртом сезоне. Кроме того, в конце первого сезона доктор Сара Танкреди должна была погибнуть из-за передозировки наркотиков, но из-за популярности героини и пожелания студии Сару оставили в живых.
Сайлас Уэйр Митчелл, сыгравший Чарльза Патошика, проходил пробы на роль «Ти-Бэга». Чтобы вжиться в образ своего персонажа Стэйси Кич провёл шесть месяцев в британской тюрьме — он сыграл Генри Поупа, подражая начальнику этой тюрьмы.

### Съёмочный процесс
Татуировку Майкла Скофилда — неотъемлемую часть сюжета сериала — создал Том Берг и компания «Tinsley Transfers». На то, чтобы нанести рисунок на тело актёра уходило около 5 часов и 45 минут. Когда по сюжету нет необходимости показывать татуировки полностью, Миллер носит рубашки с рукавами, а рисунок наносился лишь частично. По сюжету четвёртого сезона, татуировки были сведены, чтобы Майкла не могли опознать как сбежавшего татуированного преступника. По мнению специалистов, нанесение такой татуировки займёт около 200 часов, а её стоимость составит примерно 15-20 тысяч долларов.
Во время трансляции сериала, канал «Fox» запустил несколько промосайтов, связанных с сериалом. К примеру в одной из серий на предвыборном плакате Кэролин Рейнолдс можно увидеть сайт Reynolds-Again.com Архивная копия от 16 марта 2007 на Wayback Machine, на котором есть информация о личности кандидата в президенты. А с помощью сайта EuropeanGoldfinch.net Майкл, Сукре и Франклин обменивались информацией. Интересно, что «European Goldfinch» — название европейской канарейки.
По словам Роберта Неппера (Ти-Бэг), причёска его персонажа повторяет стрижку одного из профессоров, у которых учился Роберт.

### Музыка
Главную тему, а также инструментальную музыку, звучащую в сериале, написал композитор Рамин Джавади. Музыка из первых двух сезонов была издана на альбоме-саундтреке «Prison Break: Original Television Soundtrack» 28 августа 2007 года. Также Джавади и Ферри Корстен спродюсировали ремикс-версию главной темы Ферри Корстена под названием «Prison Break Theme (Ferry Corsten Breakout Mix)» и выпустили в качестве сингла под лейблом «Fox Music» в 2006 году. После выхода в эфир последнего сезона, 2 июня 2009 года вышел новый официальный альбом с музыкой из третьего и четвёртого сезонов шоу.
В Европе песня рэпера Фаф Лараш «Pas Le Temps» была использована французским каналом M6 в качестве основной музыкальной темы сериала, что помогло продвижению шоу у французских зрителей. Подобным образом песня «Ich Glaub' An Dich (Prison Break Anthem)» в исполнении Азада и Адель Тавил была использована в немецкой версии, а песню «Prison Break Anthem» из репертуара Кей Стайлз (в первом сезоне) и «Over The Rainbow» из репертуара Леки вставили в титры при показе в Бельгии. В эпизоде «Огонь/Вода» третьего сезона есть «пасхальное яйцо» — во время разговора Линкольна и Сьюзан в баре звучит песня «Ich Glaub an Dich».
Кроме того, в сериале использовались другие популярные композиции. К примеру, в сценах финальных приготовлений к побегу в эпизоде «Tonight» первого сезона довольно длительное время звучит тема «Teardrop» группы Massive Attack. Как известно, эта музыкальная тема используется во вступительных титрах сериала «Доктор Хаус» Дэвида Шора.

### Формат
Структура сюжета максимально близка к формату первого сезона шоу «24 часа», действие которого происходило в режиме реального времени. В 2009 году во время пресс-тура «TV Critics» Кевин Рейлли сообщил репортёрами, что шоу закончится после четвёртого сезона. Рейлли сказал: «Несмотря на высокие рейтинги, шоу просто исчерпало себя. В определённый момент ты добираешься до точки, когда все сюжетные линии рассказаны, и ты хочешь, чтобы финал был сильным, а не глупым и притянутым за уши». Относительно финала сериала Рейлли заявил следующее: «Мы готовим потрясающий конец — это невероятная задумка».
24 октября 2007 года журнал «The Hollywood Reporter» сообщил, что ведётся работа над спин-оффом под названием «Побег из Черри-Хилл» (англ. Prison Break: Cherry Hill) — в центре сюжета домохозяйка Молли из среднего класса, оказавшаяся в женской тюрьме. Как бы там ни было, задумка продюсеров ввести персонаж Молли в финале третьего сезона не была реализована из-за забастовки сценаристов. Новый проект запланирован для реализации под брендом «Prison Break», аналогично шоу франшизы «CSI» — «CSI: Майами» и «CSI: Нью-Йорк».

## Релиз

### Рейтинги и критика
Данные получены на основе средних показателей количества зрителей на эпизод сериала согласно системе определения рейтинга Nielsen Media Research за период конец сентября-начало мая (телевизионный сезон США):
| № | Сезон     | Время (ET)                                          | Позиция | Кол-во зрителей (в млн) |
| - | --------- | --------------------------------------------------- | ------- | ----------------------- |
| 1 | 2005-2006 | Понедельник, 21:00 (2005) Понедельник, 20:00 (2006) | #55     | 9.2                     |
| 2 | 2006-2007 | Понедельник, 20:00                                  | #51     | 9.3                     |
| 3 | 2007-2008 | Понедельник, 20:00                                  | #73     | 8.2                     |
| 4 | 2008-2009 | Понедельник, 20:00 (2008) Пятница, 20:00 (2009)     | #68     | 6.1                     |

Премьеру сериала, состоявшуюся 29 августа 2005 года, посмотрели 10.5 миллионов зрителей. «Fox» не сталкивалась с таким успехом со времён летних показов шоу «Мелроуз-Плейс» и «Элли МакБил» в сентябре 1998 года. Пилотный эпизод стал лидером в обеих категориях — в возрасте 18-49 и 18-34. Высокие показатели сопровождались положительными отзывами критиков и зрителей. По словам обозревателя «The New York Times», сериал «наиболее интригующий из всех новых шоу, и определённо самый оригинальный», отмечая умение авторов создать атмосферу «саспенс-триллера», а также «оригинальную подачу материала». Джиллиан Флинн из «Entertainment Weekly» также написала, «что это одно из лучших новых шоу 2005 года». С другой стороны в «The Washington Post» раскритиковали сериал за «угрюмую претенциозность» и «однообразность и перегруженность деталями». Благодаря успеху сериала, канал заказал девять дополнительных эпизодов первого сезона — всего в эфир 2005—2006 сезона вышло 22 эпизода. Каждую неделю на протяжении первого сезона сериал, в среднем, смотрели 9.2 миллиона зрителей.
Премьера второго сезона собрала у экранов около 9.4 миллионов. Среди молодой аудитории (18-49) показатели уменьшились на 20 %, но в целом показатель на семью вырос с 3,6 % до 3,9 % за последние полчаса. Роберт Бианко из «USA Today» написал, что «абсурд поглотил это шоу» и назвал сценаристов «невероятно ленивыми» за нескончаемое использование татуировок Майкла, как «помощника при решении всех проблем». Наоборот обозреватели «Detroit Free Press» написали, что второй сезон следует стандартам, установленным в первом, а «сериал остаётся невероятно зрелищным» благодаря «пёстрому ансамблю из сбежавших персонажей» и «напряжённому и мастерскому повествованию Пола Шёринга и его команды сценаристов». Второй сезон привлёк самую большую аудиторию в день выхода эпизода «Chicago» — его посмотрели 10.1 миллионов. В конечном итоге, каждый эпизод второго сезона смотрели 9.3 миллионов зрителей.

### Награды и номинации
Сопровождаемый зрительским успехом первых тринадцати эпизодов, в 2005 году сериал был номинирован на первую награду — «Выбор народа» в категории «Любимая телевизионная драма-новичок». В январе 2006 года шоу получило премию, обойдя таких соперников, как «Женщина-президент» и «Мыслить как преступник». Кроме того, в январе 2006 сериал получил две номинации на «Золотой глобус» на 63-й церемонии вручения — в категориях «Лучшая телевизионная драма» и «Лучший актёр в сериале» (номинация Уэнтворта Миллера). Также Миллер получил номинацию на премию «Сатурн» в категории «Лучший актёр телевидения» в 2005 году за исполнение роли в первом сезоне. Кроме того, сам сериал был номинирован, как «Лучший телевизионный сериал». В 2006 «Ассоциация телевизионных критиков» номинировала шоу как «Лучшую телевизионную драму». За технические достижения сериал был отмечен в номинации на «Eddie Award» в 2006 году в категории «Лучший монтаж часового шоу на коммерческом телевидении» (номинант — Марк Хелфрич за пилотный эпизод) и на «Эмми» в 2006 году в категории «Лучшая главная музыкальная тема» (номинант — Рамин Джавади). В декабре 2006 года Роберт Неппер получил номинацию премии «Спутник», как «Лучший актёр второго плана в сериале, мини-сериале или телевизионном фильме».

### Возрастные ограничения
Из-за специфического сюжета, основной зрительской аудиторией шоу стала возрастная группа 18-34. В сериале присутствуют: насилие, грубые и ругательные слова, а также сцены сексуального характера и употребления наркотических препаратов. Организация «Parents Television Council» выразила тревогу относительно времени эфира сериала — 20:00 по Северо-восточной временной зоне — так как, по их мнению, из-за обилия жестоких сцен это довольно раннее время для трансляции сериала. В США и Канаде сериал получил ограничения «Детям до 14» — такой же возрастной ценз был и во многих других странах, где показывали шоу. В Австралии сериал был запрещён для просмотра «Детям до 15», а в Новой Зеландии — «Детям до 13». В Чили просмотр не рекомендовался «детям до 18», в Гонконге — строго «после 18», в Малайзии — также до 18, до 12 в Нидерландах, до 13 в Южной Африке. Британскому DVD-релизу был присвоен рейтинг «Детям до 15», а в Ирландии сериал был «рекомендован к просмотру исключительно взрослой аудитории». Во Франции организация «Conseil Supérieur de l’Audiovisuel» («CSA») также выразила сомнения относительно рейтинга — показанные в сериале события не укладываются в рамки установленного возрастного ценза — из-за возможного повышения ценза сериал находился под угрозой смещения из прайм-тайма на более позднее время в эфирной сетке. Как бы там ни было, данное решение повлияло только на показ первого сезона. Чтобы сохранить право на первоначальное время вещания канал M6 использовал цензуру в самых жестоких сценах, а также запускалось предупреждение перед показом каждого нового эпизода. В Греции первый сезон был показан с ограничениями просмотра «Исключительно в присутствии родителей», а второй сезон получил более мягкий рейтинг «присутствие родителей желательно» — официальные ограничения в Греции могли всколыхнуть волну недовольства среди зрителей.

### Судебные разбирательства
24 октября 2006 года информационное агентство Associated Press сообщило, что Дональд и Роберт Хьюзы подали иск против «Fox Broadcasting Company», исполнительных продюсеров шоу и автора Пола Шёринга за нарушение авторских прав, требуя возмещения морального ущерба и других компенсаций. По их словам, в 2001 году они послали каналу сценарий на основе собственного опыта побега из детской исправительной колонии. В 1960-х годах Дональд Хьюз спланировал удачный побег для своего брата Роберта, несправедливо приговорённого к заключению.

## Дистрибуция

### Выход в эфир
В Канаде сериал транслировался на канале Global за час до премьеры на канале «Fox», за исключением Приморских провинций, где сериал выходил в эфир за два часа. «Побег» — единственный новый сериал, попавший в список 20 рейтинговых шоу в сезоне 2005—2006, транслировавшихся в Канаде — в среднем эпизод смотрели 876 тысяч зрителей в ключевых категориях 18-49 и около 1.4 миллиона зрителей пришлось на первый сезон по всей стране. В Австралии сериал транслировался на канале Seven с 1 февраля 2006 года — в среднем эпизод смотрели 1.94 миллиона зрителей. Первый сезон привлёк около 1.353 миллиона. После снижения рейтингов канал решил ускорить выход в эфир эпизодов третьего сезона.
Премьера первых двух сезонов в Великобритании произошла на канале Five (повторы шли на UKTV Gold до премьеры второго сезона). Перед премьерой третьего сезона канал Sky One выкупил права на показ шоу по цене £500 тысяч за эпизод. Премьера сериала во Франции состоялась 31 августа 2006 года со средними показателями 5.5 миллиона зрителей, а второй сезон транслировался с 13 сентября 2007 с показателем 5.3 миллиона. Первый сезон транслировался в Гонконге на канале TVB Pearl — сериал получил самую большую аудиторию по сравнению с другими зарубежными драмами в стране. Премьеру посмотрели около 260 тысяч зрителей, а финал — около 470 тысяч. Премьера второго сезона привлекла к экранам 270 тысяч.

### Видео-носители
| DVD             | Кол-во эпизодов | Кол-во дисков | Дата выпуска    | Дата выпуска     | Дата выпуска     |
| DVD             | Кол-во эпизодов | Кол-во дисков | Регион 1        | Регион 2         | Регион 4         |
| --------------- | --------------- | ------------- | --------------- | ---------------- | ---------------- |
| Первый сезон    | 22              | 6             | 8 августа 2006  | 18 сентября 2006 | 13 сентября 2006 |
| Второй сезон    | 22              | 6             | 4 сентября 2007 | 20 августа 2007  | 17 сентября 2007 |
| Третий сезон    | 13              | 4             | 12 августа 2008 | 19 мая 2008      | 3 декабря 2008   |
| Четвёртый сезон | 24              | 6/7           | 2 июня 2009     | 6 июля 2009      | 16 июля 2009     |

В разных регионах сериал был выпущен на DVD и Blu-Ray после окончания трансляции. На выставке «International Consumer Electronics Show 2006» компания «20th Century Fox Home Entertainment» объявила о выходе первого сезона на Blu-ray в начале 2007 года. Позже была объявлена точная дата релиза — 13 ноября 2007 года, и сериал, таким образом, стал первым шоу канала «Fox», изданным в этом формате. В бокс-сет входили 6 дисков с сериалом и дополнительными материалами, также изданными на DVD. Во втором регионе первые три сезона были изданы на DVD 19 мая 2008 года. Телевизионный фильм «Prison Break: The Final Break» вошёл в бокс-сет четвёртого сезона во втором и четвёртом регионах, но был издан отдельно в первом регионе. Позже он также был издан отдельно и во втором, и четвёртом регионах. Во Франции, Германии и Великобритании был выпущен бокс-сет со всем сериалом и телевизионным фильмом на Blu-Ray. Год спустя четвёртый сезон был переиздан в четвёртом регионе без телевизионного фильма.
В России первые три сезона сериала были изданы на DVD компанией «20th Century Fox». На Blu-Ray издавался только третий сезон сериала.

### Интернет-вещание
Кроме телевизионного вещания, шоу выпускалось онлайн. После показа первого сезона с 9 мая 2006 года эпизоды можно было приобрести на сайте iTunes. После премьеры второго сезона канал «Fox» позволил транслировать эпизоды онлайн через порталы AOL, Google и Yahoo!, а также на собственном сайте. Как бы там ни было, такая возможность была доступна исключительно жителям США. Через неделю после выхода в эфир, первые три эпизода второго сезона эпизоды транслировались без рекламы. После третьего эпизода, онлайн показ новых эпизодов был прекращён. Однако данная стратегия была вновь использована, когда «News Corporation» — родительская компания «Fox» и «MySpace» — решила привлечь зрительскую аудиторию во время перерыва в трансляции, связанного с показом матчей Высшей лиги по бейсболу, проходивших в октябре. Начиная с октября, канал начал показ предыдущих эпизодов второго сезона на сайте «MySpace» и сайтах, которыми владела сеть. Хотя реклама во время показа транслировалась, показ был бесплатным.

## Другие проекты

### Мобильные эпизоды
Мини-сериал под названием «Prison Break: Proof of Innocence» был снят эксклюзивно для мобильных телефонов и транслировался только через сервис «Sprint» в апреле 2006 года. Первый эпизод стал доступен в Интернете 8 мая 2006 года по условиям эксклюзивного соглашения между «Toyota Motor» и «News Corporation» — по этим условиям «Toyota» спонсирует выход эпизодов, а шоу рекламирует продукцию. Во время трансляции третьего сезона «Побега», сериал из шести эпизодов под названием «Prison Break: Visitations» был отснят для «Fox». В них появились такие персонажи, как Лечеро, Сэмми, МакГрейди, Ти-Бэг и Бэллик. Серии появлялись в Интернете и доступны для бесплатного скачивания на iTunes.

### Печатные издания
Начиная с 21 ноября 2006 года было издано восемь выпусков официального журнала по сериалу «Prison Break». Издатель — «Titan Magazines», выпускавший журналы-«компаньоны» по таким телесериалам, как «Баффи — истребительница вампиров», «Ангел», «Тайны Смолвиля», «Зачарованные», «Остаться в живых», «Сверхъестественное» и многим другим. Как и в предыдущих изданиях, в журналах были представлены эксклюзивные интервью, фото, спойлеры и информация об актёрах, снявшихся в сериале.
Роман под названием «Prison Break: The Classified FBI Files» (ISBN 1-4165-3845-3), рассказывающий о персонажах сериала и сюжетных линиях второго сезона, был написан Полом Рудитисом и издан «Simon & Schuster» 8 мая 2007 года. Кроме того, в сентябре 2009 года «Insight Editions» издал книгу «Prison Break: Behind The Scenes» — с фото и статьями о создании сериала. В частности, сценаристы Кристиан Троки, Калинда Васкес, авторы сериала Пол Шёринг и Мэтт Олмстил, а также фотограф Фернандо Аргельес рассказывают о создании четырёх сезонов шоу.

### Компьютерная игра
Игра «Prison Break: The Conspiracy» разрабатывалась для платформ PlayStation 3 и Xbox 360 и должна была выйти в феврале 2009 года, но компания-разработчик закрылась. Работа над проектом возобновилась, когда разработчики из «ZootFly» нашли нового издателя. Игра была выпущена 31 марта 2010 года. Главный герой — Том Пакстон — сотрудник «Компании», которого подсылают в «Фокс-Ривер», чтобы он раскрыл планы Майкла Скофилда. Практически все актёры за исключением Сары Уэйн Кэллис, игравшей доктора Сару Танкреди, озвучили своих персонажей.
Кроме того, компания «Vivendi Games» разработала игру «Prison Break» для мобильных телефонов в 2008 году.

### Короли побега
Роберт Неппер исполнил роль «Ти-Бэга» в 2011 году в шоу канала A&E под названием «Короли побега», авторами которого также являются Мэтт Олмстил и Ник Сантора, авторы «Побега».

### Российская версия сериала
В апреле 2010 года стало известно, что в России снимается собственная версия сериала. 20 сентября 2010 года «Первый канал» начал показывать сериал «Побег». Всего было снято 2 сезона из 38 серий. Адаптация подверглась жёсткой критике со стороны поклонников оригинального шоу. Большая часть сюжетных линий и диалогов была полностью скопирована, но в сюжетные линии также были введены новые персонажи, отображающие российскую действительность.